# Stafford
Stafford é uma cidade localizada no condado de Staffordshire, na região das Midlands Ocidentais, Inglaterra. Encontra-se a cerca de 26 quilômetros ao norte de Wolverhampton. Em 2011 possuía uma população de 130,800 habitantes.
Fundada por Aethelflaed, filha de Alfredo, o Grande, em 913, a cidade de Stafford tinha sua própria casa da moeda desde o reinado de Aethelstan até o de Henrique II.